# Três Ranchos
Três Ranchos là một đô thị thuộc bang Goiás, Brasil. Đô thị này có diện tích 282,064 km², dân số năm 2007 là 3894 người, mật độ 11,5 người/km².